# Торзија семене врпце
Торзија семене врпце, исхемија тестиса, увртање тестиса је неонатални или екстрагенитални тип увртања семене врпце у којој се тестис ротира око своје уздужне осе ван својих овојница. Нормално, тестиси су везани за стране мошница (скротума), што спречава њихово увртање, међутим код неких особа (претежно код адолесцената), те везе нису присутне што омогућава тестисима да се уврћу.
Увртање семене врпце или фуникулуса сперматикуса, који доводи нерве и крвне судове до тестиса, по уздужној оси изазива потпун прекид васкуларизације тестиса, што резултује исхемијском некрозом, односно гангреном тестиса, уколико се не интервенише у првих шест часова после настанка торзије.
Спонтана санација премећаја је немогућа. 

## Анатомија
Тестиси су мушке, парне јајолике репродуктивне жлезде које производе мушке полне ћелије (сперматозоиде) и мушке хормоне, примарно тестостерон. Смештени су у скротум, у коме висе на семеној врпци (лат. funiculus spermaticus). Леви тестис је обично смештен нешто ниђе од десног. 
Тестиси имају чврсту фиброзну спољну површину, тунику, која се задебљава у гребен на својој унутрашњој постериорној страни и образује медиастинум тестиса. Од овог унутрашњег гребена, фиброзни септум шири се према унутра између режњића полузавијених каналића у којима се производе сперматозоиди. Полузавијени каналићи се удружују у равне тубуле, па у мрежу каналића смештених у медијастинуму тестиса.
Површину сваког тестиса прекрива висцерални слој или вагинална туника, осим на месту где се тестис „хвата“ за епидидимис и семену врпцу. Туника вагиналис је затворена перитонеална врећа која делимично окружује тестис, епидидимис, и доњи део дуктуса деференс. Удубљење тунике вагиналис, синус епидидимиса, налази се између тела епидидимиса и постеролатералне површине тестиса. Паријетални слој тунике вагиналис, аналоган је унутрашњој са сперматичном фасцијом, која је уочљивији него висцерални слој и пружа се навише у дистални део сперматичне врпце. Мала количина течности у шупљини тунике вагиналис раздваја висцерални од паријеталног слоја, због чега се тестис може слободно кретати у скротум.

## Епидемиологија
Екстравагинално увртеање тестиса чини око 5% свих торзија семене врпце. Од свих наведених случајева торзија се јавља у 70% случајева пре рођења а у 30% после рођења. Ово је повезано са високом порођајном тежином. 
Обострана перинатална торзија сматра се ретком појавом, мада је у последњој деценији примећен већи број случајева (тренутно, је према подацима из литературе пријављено око 56 случајева).
Интравагиналниторзије чини око 16% случајева свих акутних скротума, код болесника који су због болести скротума тражили помоћ у одељењима хитне помоћи. 
Торзија семене врпце најчешће се јавља код мушкараца млађих од 30 година (просечне старост је од 12-18 година). Док је највећа учесталост евидентирана у узрасту од 13-14 година. Учесталост торзије код мушкараца млађих од 25 година је око 1 на 4.000 случајева.
Торзија је учесталија са леве стране, док билатерални (обострани) случајеви чине 2% свих торзија.
Постоји неколико извештаја у којима је описана торзије тестиса у истој породици. У једној студији, код 70 дечака са торзијом тестиса, 11,4% је навело у историји болести да је неко од чланова уже породице боловао од торзије тестиса.

## Етиологија
Према досадашњим истраживањима торзије тестиса настају код болесника са конгениталним аномалнијама, у којима је се вна олуминознији начин него нормално туника вагиналис припаја на вишем места уз сперматичну траку. Код таквих болесника читав склоп подложнији је ротацији, односно, покретљивији је. 
Дуг фуникулус, плитак скротум, мала тежина тестиса могу бити такође један од узрока увртања у склопу тзв. бел клаперовог деформитета (енгл. bell clapper deformity). 
Иницијални фактор за торзију може бити изненадна, нагла контракција кремастеричног мишића (лат. m.cremaster), који је код адолесцената развијенији него у одраслих особа. Ова контракциј донекле објашњава зашто многе торзије настају током спавања или без видљивог разлога. 
У односуна тунику вагиналис, торзије тестиса могу се поделити на: супраинвинале (екстра скроталне) и интравагиналне, које се теже откривају.
Јатрогена торзија
Постоперативна деформација пениса у облику торзије, могу настати  код „onlay” технике или након интерпозиције секундарног слоја поткоже, и неретко код некоректне адаптације ивица приликом пластике коже. Торзија настаје и због неадекватне мобилизације васкуларне петељке са последичном тракцијом. 
Већа могућност за торзију пениса може настати код употребе једног дартос флапа (слаба глануларна торзија код 90,7% и умерена глануларна торзија код 9,3%) у односу на примењен дупли дартос флап (0%).
Јатрогене торзије пениса мање од 30º не захтевају хируршку корекцију, док код већих торзија, корекцију треба урадити након шест месеци од иницијалне операције.

## Клиничка слика
Клиничком сликом код неонаталне торзије доминира палпабилне маса која је неосетљива, тј. безболна на палапцију (опипавање), а код адолесцентне торзије доминира јака плапаторна болност захваћеног тестиса која може бити праћена повраћањем, главобољом, колапсом и низом других општих симптома.

## Дијагноза
Дијагноза се поставља на основу анамнезе физичког прегледа, лабораторијских тестова, сцинтиграфије и колор доплера тестиса.
Анамнеза
У анамнези болесник наводи податак о изненадном, нагло насталом јаком болу у пределу једног од тестиса.
Физикални преглед
Клинички преглед открива бол на палпацију, Инспекцијом се уочава да се тестис на торквираној страни налази нешто више од супротног. Палпаторно се открива бол на додир, а ако се болесник одмах јавио, могу дасе палпирати „навоји“ на сперматичној врпци (екстравагинална торзија). 
Међутим уколико је прошло више од 4-6 часова, због накнадно насталог отока, као и због болности, интраскроталне структуре се не могу разликовати палпацијом. У токвим условима, због кашњења болесника, већа је могућност дијагностичке грешке, нпр. у односу на акутни орхиепидидимитис. 
| „ | Проблем је у томе што акутни епидидимитис може да буде саниран без хируршке интервенције, а торзија семене врпце може потпуно успешно да се санира једино хируршким захватом. | ” |

Лабораторијске анализе
Лабораторијске анализе су границама нормалних вредности.
Имиџинг
Класичан ултразвучни преглед је од релативног значаја, мого поузданија је сцинтиграфија тестиса (на којој се констатују „неме зоне“-нема везивања радиофармака, датог интравенски) и колор доплер ултразвук (на коме се констатује потпуни прекид циркулације дистално од места торзије).

## Терапија
Амбулантна деторзија тестиса препоручује се увек када је то могуће извести. Техника извођења подразумева деторзију тестиса у смеру казаљке на сату, попут отварања књиге, дакле према споља, јер се сматра да 2/3 торзија (увртање) тестиса настаје у смеру супротном од смера кретања казаљке на сату. 
И поред успешне амбулантне деторзије тестиса препоручује се хируршка експлорација и фиксација, због могућности непотпуне деторзије као и рекурентне торзије тестиса.